# 40 del Lleó
40 del Lleó (40 Leonis) és un estel de magnitud aparent +4,80. S'hi localitza an la constel·lació del Lleó, 23 minuts d'arc al sud de la brillant Algieba (γ Leonis). Distant 69 anys llum del sistema solar, és el quart estel més proper de la constel·lació —després de Denebola (β Leonis), Duhr (δ Leonis) i 83 Leonis— entre les recollides en el Catàleg d'Estrelles Brillants.
40 del Lleó és un subgegant de tipus espectral F6IV; a diferència del Sol, els estels subgegants han acabat, o estan a punt de fer-ho, la fusió nuclear del seu hidrogen intern, cosa que es tradueix en que són lleugerament més brillants que els estels de la seqüència principal del mateix tipus espectral. 40 del Lleó, amb una temperatura efectiva aproximada de 6.441 - 6.493 K, és 4,3 vegades més lluminosa que el Sol. Gira sobre si mateixa amb una velocitat de rotació d'almenys 17,3 km/s, completant un gir en menys de 5,44 dies.
40 del Lleó presenta un contingut metàl·lic —entenent per metalls aquells elements més pesants que l'heli— una mica més elevat que el solar ([Fe/H] = +0,09). La seva massa és aproximadament un 38% major que la massa solar. Igual que el Sol, és un estel del disc fi, amb una edat estimada entre 1.800 i 3.400 milions d'anys. Pot ser lleugerament variable —de tipus Delta Scuti—, per la qual cosa rep la denominació de variable provisional NSV 4822.